# Royal Space Force: The Wings of Honnêamise
Royal Space Force: The Wings of Honnêamise (en japonés: 王立宇宙軍~オネアミスの翼, romanización Hepburn: Ōritsu Uchūgun: Oneamisu no Tsubasa, lit. en español: "Fuerza Espacial Real, Las Alas de Honnêamise") es una película animada de ciencia ficción de 1987 escrita y dirigida Hiroyuki Yamaga, coproducida por Hiroaki Inoue y Hiroyuki Sueyoshi, y planeada Toshio Okada y Shigeru Watanabe. Ryuichi Sakamoto sirvió como director de música. La historia de la película toma lugar en un mundo alternativo donde un joven desanimado, Shirotsugh, inspirado por una chica idealista llamada Riquinni, se ofrece para convertirse en el primer astronauta, una decisión que los involucrará tanto conflictos públicos como personales. La película es el trabajo debutante del estudio de animación Gainax, que años después, en 1995, lanzaría su mayor éxito y que obtuvo roconocimiento internacional, Neon Genesis Evangelion.
Yamaga y Okada se habían hecho conocidos al hacer cortometrajes amateurs orientados a los fanáticos, en particular las animaciones de apertura Daicon III y IV, pero su propuesta para Royal Space Force argumentaba que el crecimiento de la industria del anime requería un cambio de trabajos que complacían a los fanáticos en un nivel superficial. pero reforzó su aislamiento, abogando en cambio por un tipo diferente de anime que intentaba interactuar con los fanáticos como seres humanos que compartían los problemas de alienación de una sociedad más grande. La realización de Royal Space Force implicó un proceso de diseño colaborativo de un año con muchos creadores, incluidos algunos de fuera de la industria del anime, para construir un mundo alternativo elaborado y detallado que no se describe como ni utópico ni distópico, sino como "un intento de aprobar la existencia".
El enfoque colectivo de Royal Space Force para la realización cinematográfica, su rechazo deliberado de los motivos de anime establecidos, su complejidad visual y la falta general de experiencia profesional entre su personal fueron factores en su producción caótica, mientras que la creciente incertidumbre sobre el proyecto llevó a lo que se ha descrito. como un intento de sus inversores y productores de "arreglar" la película antes del estreno, imponiendo un cambio de nombre tardío a Las Alas de Honnêamise, y una campaña publicitaria fastuosa pero engañosa que incluía publicidad engañosa y un estreno en Hollywood. Aunque tuvo una buena recepción entre los fanáticos nacionales del anime y la industria después de su lanzamiento japonés original en 1987, incluidos los elogios de Hayao Miyazaki, la película no logró recuperar sus costos en taquilla, pero finalmente se volvió rentable a través de la venta de videos caseros.
Royal Space Force no recibió un lanzamiento comercial en inglés hasta 1994, cuando Bandai otorgó la licencia de la película a Manga Entertainment. Una versión doblada de 35 mm recorrió los cines de América del Norte y el Reino Unido, tiempo durante el cual recibió cobertura en los principales periódicos pero con críticas muy variadas. Desde mediados de la década de 1990, ha recibido varios lanzamientos de videos caseros en inglés, y varios estudios históricos del anime han considerado la película de manera más positiva; el director ha manifestado su creencia en retrospectiva de que los elementos que hicieron que Royal Space Force fracasara hicieron posible los éxitos posteriores de estudio Gainax.
Hiroyuki Yamaga ha trabajado en una secuela de esta película desde 1992, llamada Uru in Blue, la cual después de muchas postergaciones por parte del estudio Gainax, espera ser estrenada en 2022 ahora a cargo del estudio Gaina, una antigua subsidiaria de Gainax, actualmente perteneciente al grupo Kinoshita.